# 크로스코드
《크로스코드》(CrossCode)는 독일 제작사 래디컬 피쉬 게임스가 개발하고 덱13가 배급한 2D 액션 롤플레잉 비디오 게임이다. 슈퍼 패미컴 등으로 발매된 16비트 비디오 게임들에게 영향을 받은 고전풍 그래픽과 게임플레이가 특징이다. 게임의 무대는 먼 미래에 행성 단위로 운영되는 MMORPG '크로스월드'로, 모종의 이유로 대화를 할 수 없는 주인공 레아를 조종한다.
2012년 개발이 처음 시작됐으며 2015년 초 인디고고를 통해 크라우드펀딩 운동으로 개발자금을 마련했다. 2015년 후반기에 마이크로소프트 윈도우, 리눅스 및 macOS로 앞서 해보기로 베타 버전이 출시됐으며, 약 3년 간의 추가 개발 기간을 걸쳐 2018년 9월 20일에 해당 플랫폼들로 공식적으로 출시됐다. 2020년 7월 9일에는 닌텐도 스위치, 플레이스테이션 4 및 엑스박스 원으로 이식판이 출시됐다.

## 개발
《크로스코드》의 개발은 2012년 경에 시작됐다. 2015년 2월에 인디고고를 통해 크라우드펀딩 운동을 시작해, 원 목표금액이었던 유료화 80,000€를 초과해 약 90,000€를 모금하는 데에 성공했다.
16비트 고전풍 그래픽은 《크로노 트리거》, 《성검전설 2》, 《성검전설 3》, 《천지창조》 등으로부터 영감을 받았다.

## 발매
《크로스코드》는 2015년 후반부터 앞서 해보기 형태로 약 3년 간의 베타 버전을 판매한 후 2018년 9월 20일 정식 출시했다.

## 평가
| 평가 |                                      |
| --- | ------------------------------------ |
| 통합 점수 통합사 점수 메타크리틱 86/100 (PC) [ 5 ] 86/100 (NS) [ 6 ] 82/100 (PS4) [ 7 ] 평론 점수 평론사 점수 게임스팟 [ 8 ] IGN 9.5/10 [ 9 ] 닌텐도 라이프 8/10 [ 10 ] PC 게임즈 [ 11 ] 푸시 스퀘어 8/10 [ 12 ] |                                      |
| 통합 점수 |                                      |
| 통합사 | 점수                                 |
| 메타크리틱 | 86/100 (PC) 86/100 (NS) 82/100 (PS4) |
| 평론 점수 |                                      |
| 평론사 | 점수                                 |
| 게임스팟 | [ 8 ]                                |
| IGN | 9.5/10                               |
| 닌텐도 라이프 | 8/10                                 |
| PC 게임즈 | [ 11 ]                               |
| 푸시 스퀘어 | 8/10                                 |